# Compania Neerlandeză a Indiilor de Est

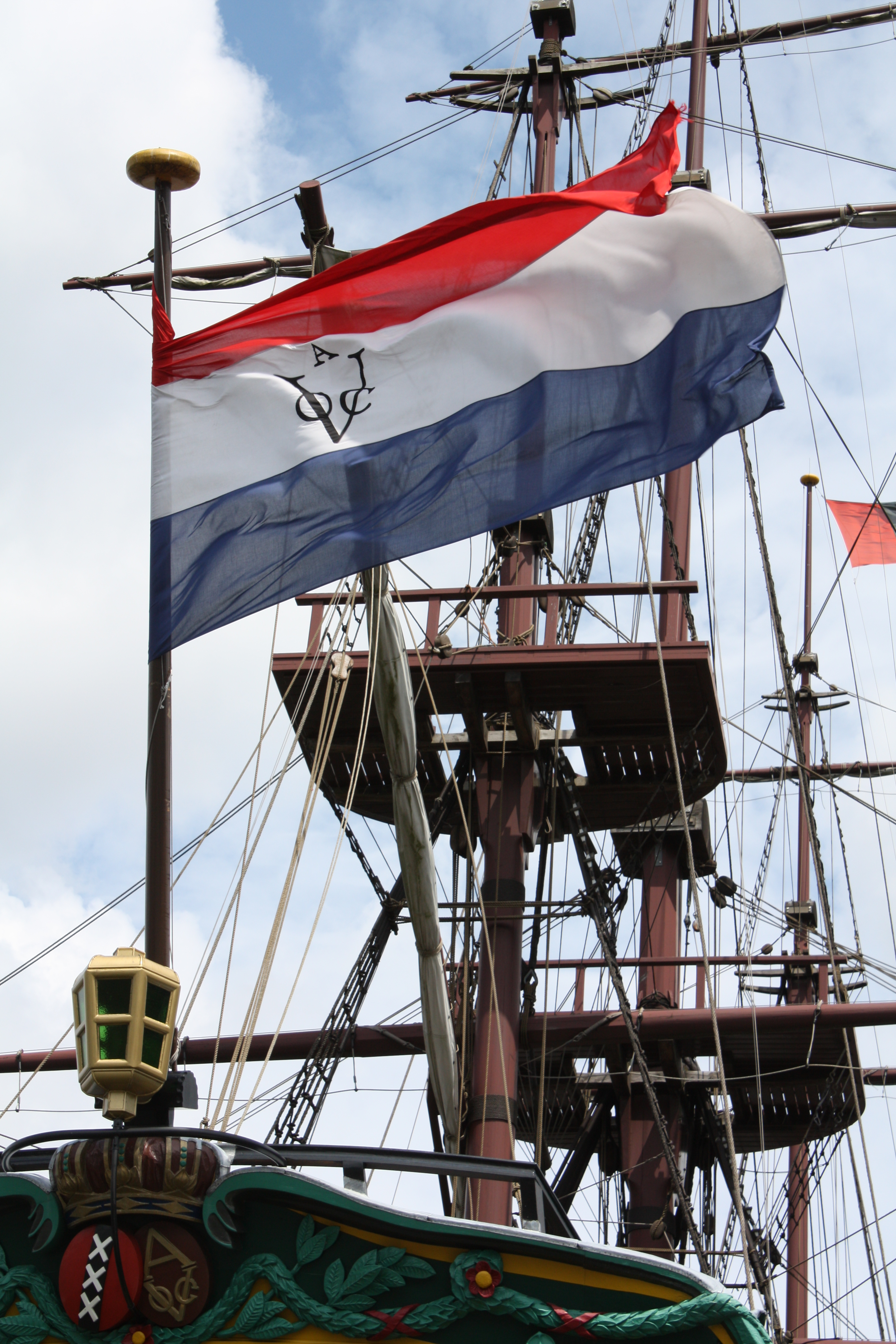
Pavilionul Compania Neerlandeză a Indiilor de Est

Compania Neerlandeză a Indiilor de Est (în neerlandeză Vereenigde Oostindische Compagnie, VOC), cunoscută și sub numele de Compania Olandeză a Indiilor de Est, a fost una dintre cele mai mari companii de comerț din lume, deținând o flotă formată din peste o sută de vase și având mii de angajați și birouri în Asia și în șase orașe din Țările de Jos. Compania avea dreptul de monopol asupra comerțului, de a bate monedă, de a construi fortărețe sau de a purta război, ea fiind socotită în istoria economiei mondiale ca fiind primul concern multinațional. În secolele XVII și XVIII era printre cele mai mari companii din lume.

## Listă de note
1. ↑  Traducerea directă a numelui neerlandez Verenigde Oost-Indische Compagnie este "Compania Unită a Indiilor de Est". Pentru a-l diferenția de celelalte Companii a Indiilor de Est, această companie este cunoscut în mod neoficial ca și Compania Olandeză a Indiilor de Est.
2. ↑  În calitate de consiliu de administrație al companiei
3. ↑  În calitate de directori generali a companiei
4. ↑  Decât fiind o pură societate de comerț sau o companie de transport maritim, compania a fost în mod istoric un conglomerat multinațional (incluzând comerț internațional, construcții navale, producția și comercializarea a mirodeniilor, industria cu trestia de zahăr,[2][3] și industria vinicolă[4][5][6]